# 一萬田鑑実
一萬田 鑑実（いちまた あきざね、? - 天正16年（1588年））は、戦国時代から安土桃山時代にかけての武将。大友能直の三男一萬田時景（景直）を祖とする庶家一萬田氏の当主。小牟礼城城主。鳥屋山城城主。兵部大輔。美濃守。

## 略歴
初めは大友義鑑に仕え、父親実（ちかざね）とともに偏諱を賜って鑑実と名乗る（父は鑑相（あきすけ）に改名）。
1550年に義鑑が死亡したのちは、その子義鎮（宗麟）に仕える。
天文22年（1553年）、父・鑑相や叔父・宗像鑑久らがその義鎮の命によって滅ぼされてしまい、これを受けて鑑実が一萬田家の家督を相続する。
このようなことがありながらも義鎮（宗麟）を恨むことなく引き続き仕え、天文19年（1550年）の菊池義武討伐で功績を上げた。天文21年（1552年）から天文24年（1555年）、大友晴英（周防国大内氏家督）の家臣に橋爪鑑実（美濃守）が見える（この頃に橋爪氏を継承する）。
弘治3年（1557年）の秋月文種討伐に功績があり、武名を挙げた。
永禄11年（1568年）に叔父・高橋鑑種が謀反を起こしたときも、宗麟に味方し鑑種討伐に当たる。永禄12年（1569年）毛利軍と戦った多々良浜の戦いでは嫡男の一萬田鎮実、そして朽網鑑康と共に、乃美宗勝、桂元重を撃退した。
天正6年（1578年）の耳川の戦いでは、殿軍を務めている。それらの功績により、加判衆となって宗麟の側近として活躍する。
天正14年（1586年）からの島津氏との戦い（豊薩合戦）でも、一萬田氏一族を含む諸将の寝返りが続出する中で、大友氏方に留まり、軍功を挙げたとされている。
このように生涯を軍陣で過ごすこと多かった。しかし、天正16年（1588年）、突如として大友義統により自害を命じられて自刃。先の戦いで一族から謀反人（一族の一萬田紹伝らが島津氏に寝返ったとされる）が出て、その連座で巻き込まれたためだという。
 一萬田鑑実　三河守鑑実。後薙髪　號宗慶。居于　大野郷　一萬田村　小牟禮城。鳥屋由城　其支堡也。大友家乗按。能直　第六子。曰　兵衛尉時景。領　一萬田邑　世居焉。因為氏云。—豊後国志

## 逸話

### 鑑実、観桜会を開く
鑑実は普段は城には住まず、数代前からあった城の麓にある館に住んでいた。そこは山々を見下ろすことができる景色のいい場所であり、鑑実は色々な花木を集めて植え育てていた。その理由は戦ばかりの心をなぐさめるためであった。そこに「黒染めの桜」という珍しい桜があり、領民も身分高き人もこの桜を見ては和歌を詠んだり、酒宴をしたりして楽しんだ。鑑実もまた見たい人には自由に見させていた。
天正元年（1573年）2月、この話を耳に入れた大友宗麟は自分も見に行くと鑑実に伝え、急遽に仮屋を設けて宗麟を迎え入れる準備をした。二晩と次の日まで酒宴を行い、宗麟がこの日のために京都から招いた金剛大夫の能を墨染桜の下で観賞して楽しんだ。

### 正月に俳諧会を行う
元亀2年（1571年）正月、鑑実は大友家の重臣を招いて俳諧会を行っている。20年ほど前に彼らの詠んだ歌が記録された巻物が発見されたが、一度も公表されていない。

## 系譜
父は一萬田親実（鑑相）で、その弟高橋鑑種、宗像鑑久は叔父にあたる。弟に鑑景（あきかげ）、鑑通（あきみち）、鎮之（しげゆき）、子に鎮実（しげざね）、統賢（むねかた）がいる。嫡男・鎮実に一萬田氏の家督を譲って後は鳥箇鼻塞の橋爪鑑種（あきたね）の跡を継承して橋爪鑑実、鑑述（あきのぶ）に改名。法名は宗慶。
- 一萬田親泰
  - 一萬田親実（鑑相） - 天正の役。大友宗麟の命により服部右京亮とともに討伐で死亡
    - 一萬田鑑実（橋爪鑑実・鑑述） - 大友義統に自刃を命じられ死亡
      - 一萬田鎮実　　　- 大友義統により自刃を命じられ死亡
      - 一萬田鎮実室 　　　- 大友宗麟の娘。
      - 一萬田統賢

    - 一萬田鑑景
    - 一萬田鑑通
    - 一萬田鎮之

  - 一萬田親宗（高橋鑑種）
    - 高橋長宗
    - 高橋元光
    - 高橋力姫
    - 高橋種冬（養子・旧姓秋月）
    - 高橋元種（養子・旧姓秋月）

  - 宗像鑑久　　　　　　- 大友宗麟の命により服部右京亮とともに討伐で死亡